# Coupe d'Europe de hockey sur glace 1981-1982
Navigation
Coupe d'Europe 1980-1981 Coupe d'Europe 1982-1983
La saison 1981-1982 est la 17e édition de la Coupe d'Europe de hockey sur glace.

## Premier tour
| Équipe 1           | Score    | Équipe 2                  |
| ------------------ | -------- | ------------------------- |
| Stjernen Hockey    | 8:1, 8:2 | Aalborg IK                |
| Zaglebie Sosnowiec | 7:3, 8:2 | HC Steaua Bucureşti       |
| Flyers Heerenveen  | 4:0, 4:2 | Alba Volán Székesfehérvár |
| EC Villacher SV    | 4:5, 2:2 | HC Gardena                |
| HK Jesenice        | 3:7, 2:6 | HC Bienne                 |
| CSG Grenoble       | 6:2, 3:1 | Casco Viejo Bilbao        |

## Second tour
| Équipe 1           | Score     | Équipe 2             |
| ------------------ | --------- | -------------------- |
| Zaglebie Sosnowiec | 5:2, 5:7  | Flyers Heerenveen    |
| Stjernen Hockey    | 2:3, 3:6  | SG Dynamo Weißwasser |
| HC Gardena         | Forfait   | HC Bienne            |
| CSG Grenoble       | 1:8, 4:11 | SC Riessersee        |

## Troisième tour
| Équipe 1             | Score     | Équipe 2           |
| -------------------- | --------- | ------------------ |
| HC Gardena           | 0:7, 6:11 | TJ Vitkovice       |
| SC Riessersee        | 7:4, 3:1  | Färjestads BK      |
| SG Dynamo Weißwasser | 3:12, 0:7 | HK CSKA Moscou     |
| Kärpät Oulu          | Forfait   | Zaglebie Sosnowiec |

## Groupe final
(Düsseldorf, Allemagne de l'Ouest)
| Équipe 1       | Score | Équipe 2       |
| -------------- | ----- | -------------- |
| SC Riessersee  | 0:3   | TJ Vitkovice   |
| HK CSKA Moscou | 13:2  | Kärpät Oulu    |
| SC Riessersee  | 1:14  | HK CSKA Moscou |
| TJ Vitkovice   | 3:1   | Kärpät Oulu    |
| SC Riessersee  | 6:4   | Kärpät Oulu    |
| HK CSKA Moscou | 4:3   | TJ Vitkovice   |

### Classement final
| Rang | Équipe         | Points |
| 1    | HK CSKA Moscou | 6      |
| 2    | TJ Vitkovice   | 4      |
| 3    | SC Riessersee  | 2      |
| 4    | Kärpät Oulu    | 0      |

## Bilan
Le HK CSKA Moscou remporte la 17e Coupe d'Europe.